# Ferdinand Magellan (wagon)

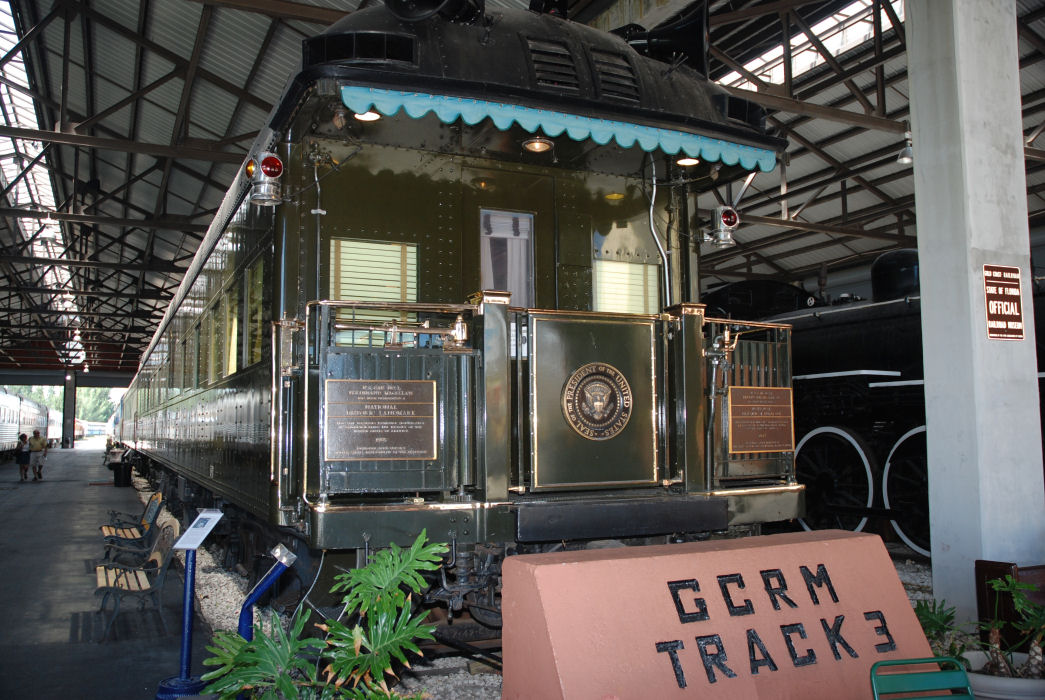
Ferdinand Magellan

Ferdinand Magellan (także U.S. Car. No. 1) – opancerzony, kuloodporny wagon kolejowy zbudowany na potrzeby podróży urzędujących prezydentów Stanów Zjednoczonych za czasów prezydentury Franklina D. Roosevelta, zabytek ze zbiorów The Gold Coast Railroad Museum of Miami.

## Historia
W 1928 r. Pullman Company zbudowało sześć luksusowych wagonów nazwanych imionami znanych podróżników. Roosevelt w czasie swoich dwóch pierwszych kadencji używał wagonu Marco Polo, a okazjonalnie także wagonu Roald Amundsen. Po przystąpieniu do II wojny światowej zdecydowano o dostosowaniu jednego z wagonów do potrzeb wojennych. Roosevelt skorzystał z niego po raz pierwszy 18 grudnia 1942 roku.
9 stycznia 1943 r. Biały Dom zamówił pierwszy kurs pociągiem z wykorzystaniem wagonu Ferdinand Magellan. Pięciowagonowy skład wyruszył o godz. 22:00, gdy Roosvelt zwykle wyjeżdżał do swojego domu w Hyde Park w stanie Nowy Jork. Godzinę później w Fort Meade pociąg skierował się na południe i przed świtem dotarł do Miami, skąd Roosvelt odleciał do Afryki na szczyt przywódców alianckich w Casablance. Podczas tej podróży Roosvelt jako pierwszy urzędujący prezydent opuścił terytorium USA. Później korzystał z pociągu udając się na konferencję w Quebecu oraz w pierwszym etapie podróży do Jałty.
W 1944 r. Roosvelt odbył pociągiem złożonym m.in. z tego wagonu podróż po całych Stanach Zjednoczonych w ramach swojej kampanii prezydenckiej. Podróż, związana z licznymi wystąpieniami publicznymi miała służyć zdementowaniu plotek o stanie jego zdrowia uniemożliwiającym sprawowanie urzędu. 
Roosvelt do końca urzędowania wykorzystywał wagon intensywnie, łącznie przejechał na jego pokładzie 80.000 km. Pociągiem złożonym z Ferdinanda Magellana i 17 innych wagonów sprowadzono do stolicy ciało Roosvelta z Warm Springs, gdzie zmarł. Po jego śmierci korzystał z wagonu Harry S. Truman, który udał się nim w pierwszy etap podróży do Poczdamu. Również na jego pokładzie Truman oraz Churchill udali się do Fulton, gdzie ten ostatni po raz pierwszy użył określenia żelazna kurtyna. Truman z powodu swojej niecierpliwości do podróży zaczął w najdłuższe podróże udawać się samolotem, a w przypadku podróży pociągiem nalegał na jazdę z prędkością 130 km/h, podczas gdy Roosvelt nalegał na nieprzekraczanie 50 km/h. Również na pokładzie tego wagonu wykonano słynne zdjęcie, na którym Truman trzyma egzemplarz Chicago Daily Tribune, błędnie oznajmiający jego porażkę wyborczą w starciu z Thomasem E. Deweyem.
Dwight D. Eisenhower wykorzystywał go tylko okazjonalnie, a w 1954 r. został wycofany z użytku, gdyż Eisenhower zaczął korzystać z samolotu Air Force One. Od 1959 r. zajmuje się nim The Gold Coast Railroad Museum of Miami. Później jedynie Ronald Reagan w październiku 1984 r. wykorzystywał wagon przez jeden dzień w czasie kampanii wyborczej w Ohio. W 1985 r. wagon uznano za narodowy zabytek.

## Wyposażenie
Wagon o długości ponad 27 m, szerokości ponad 3 m i wysokości 5 m podwoił po przebudowie swoją masę do ok. 140 t, co uczyniło z niego najcięższy wagon zbudowany w USA. Opancerzenie stanowiły płyty stalowo-niklowe o grubości 1,2 cm, natomiast szyby miały 7,5 cm grubości. Wagon wyposażono w dwa wyjścia awaryjne, dodatkowo usunięto z niego wszystkie charakterystyczne zewnętrzne oznaczenia, w tym nazwę Ferdinand Magellan, co uniemożliwiło identyfikację z daleka przez osoby postronne.
W pojeździe wyróżniono prezydencką sypialnię, główne pomieszczenie (jadalnię i salę konferencyjną), cztery łazienki, pokój pierwszej damy, dwie sypialnie gościnne i otwarty pomost z mównicą. Każde pomieszczenie wyposażono w telefon. W głównym, największym w wagonie, pomieszczeniu centralne miejsce zajmuje mahoniowy stół dla ośmiu osób oraz biurko prezydenta. Prezydencki apartament składał się z sypialni prezydenta i pokoju pierwszej damy połączonych łazienką, przy czym pokój prezydenta był największą sypialnią w wagonie. W tym pomieszczeniu eksponowany jest wózek inwalidzki prezydenta Roosvelta specjalnie opracowany dla potrzeb wagonu.
Sypialnie gościnne wyposażono w piętrowe łóżko, przy czym dolne z nich składają się w dwumiejscową kanapę oraz stolik, a górne chowają się w suficie. Otwarty pomost zbudowano poprzez usunięcie jednego pomieszczenia. Wykończenie pomostu wykonano z drewna o kremowym kolorze, zielonego dywanu i ściany z jasnobrązowej sztucznej skóry. Pokój stewarda i spiżarnię umieszczono za pomieszczeniem głównym.